# Vyšná Šebastová
Vyšná Šebastová (em húngaro: Felsősebes) é um município da Eslováquia, situado no distrito de Prešov, na região de Prešov. Tem 10,64 km² de área e sua população em 2018 foi estimada em 1.294 habitantes.

## Demografia
| Ano:        | 1994 | 2004   | 2014    | 2024    |
| ----------- | ---- | ------ | ------- | ------- |
| Broj ljudi: | 944  | 1022   | 1191    | 1349    |
| Razlika:    |      | +8,26% | +16,53% | +13,26% |

| Ano:               | 2023 | 2024   |
| ------------------ | ---- | ------ |
| Número de pessoas: | 1351 | 1349   |
| Diferença:         |      | -0,14% |